# 芒廷鎮區 (密蘇里州巴里縣)
芒廷鎮區（英語：Mountain Township）是位於美國密蘇里州巴里縣的一個行政鎮區。

## 地方資料
芒廷鎮區的面積為90.38平方千米，皆為陸地。根據2020年美國人口普查的數據，當地共有人口379人，而人口密度為每平方千米4.19人。